# 海倫代爾 (加利福尼亞州)
海倫代爾（英語：Helendale）是位於美國加利福尼亞州聖貝納迪諾縣的一個人口普查指定地區。

## 地理
海倫代爾的座標為35°44′38″N 117°19′28″W / 35.74389°N 117.32444°W，而該地最高點為海拔高度740米（即2430英尺）。
洛克希德馬丁公司的臭鼬工廠在該地有一個雷達截面積試驗場，用於測量隱形飛機設計的雷達反射率。

## 人口
根據2010年美國人口普查的數據，海倫代爾的面積為14.4平方千米，當中陸地面積為13.4平方千米，而水域面積為1.0平方千米。當地共有人口5623人，而人口密度為每平方千米390人。